# Gonzalo Busto
Gonzalo Busto Cuenca (Madrid, 21 oktober 1994) is een Spaans voetballer die bij voorkeur als verdediger speelt. Hij debuteerde in het seizoen 2013-2014 in het betaald voetbal in het shirt van Sint-Truidense VV. 

## Jeugd
Busto begon zijn carrière bij de jeugd van Rayo Majadahonda als aanvallende middenvelder. Rayo Majadahonda speelde op dat moment in de Tercera División. Hij speelde er bij de jeugd en mocht op zijn 15de aansluiten bij het eerste elftal. Hij trainde mee met hen en speelde mee in enkele vriendschappelijke wedstrijden. Tot een officieel debuut kwam het echter nooit.
Op zijn 16de moesten hij en zijn familie verhuizen omwille van de gezondheidsproblemen van zijn vader. Hij tekende toen een contract bij de jeugd van Málaga CF. Deze club schoolde hem om tot verdediger. Hier schopte hij het tot de beloften van de club. Toen hij 18 werd werd zijn contract echter niet verlengd. 
Hierop besloot hij om een avontuur in het buitenland te zoeken.

## Profcarrière
Dit avontuur vond hij in België bij Sint-Truidense VV. Hij scoorde in zijn eerste wedstrijd tijdens de voorbereiding van zijn eerste seizoen een doelpunt tegen toenmalig eersteklasser KVRS Waasland - SK Beveren. Hij zorgde die wedstrijd ook voor een assist.
Busto combineert voetbal met een studie tot industrieel ingenieur.

## Statistieken
| seizoen   | club              | land   | competitie    | wed. | goals |
| --------- | ----------------- | ------ | ------------- | ---- | ----- |
| 2013/2014 | Sint-Truidense VV | België | Tweede klasse | 2    | 0     |
| 2014/2015 | Sint-Truidense VV | België | Tweede klasse | 0    | 0     |
|           |                   |        | Totaal        | 2    | 0     |